# The Best of Motörhead
The Best of Motörhead es un álbum recopilatorio lanzado el 12 de septiembre de 2000 por la banda de heavy metal británica Motörhead. Fue editado por Sanctuary Records, subsidiaria de Metal-Is. Es el único best of aprobado por la banda, siendo producido en parte por ellos. También aprobaron una caja recopilatorio de 5 CD llamado Stone Deaf Forever!. Además Lemmy hizo la selección de las canciones. 

## Lista de canciones
1. "Ace of Spades" (Eddie Clarke, Ian Kilmister, Phil Taylor) - 2:50
2. "Overkill" (Clarke, Kilmister, Taylor) - 5:14
3. "Bomber" (Clarke, Kilmister, Taylor) - 3:44
4. "Please Don't Touch" (tocada por Headgirl) (Johnny Kidd, Guy Robinson) - 2:52
5. "Motorhead" (Kilmister) - 3:14
6. "No Class" (Clarke, Kilmister, Taylor) - 2:42
7. "Damage Case" (Clarke, Kilmister, Taylor, Mick Farren) - 3:05
8. "Killed by Death" (Phil Campbell, Michael Burston, Kilmister, Pete Gill) - 3:56
9. "Metropolis" (Clarke, Kilmister, Taylor) - 3:37
10. "Iron Horse/Born to Lose" (Taylor, Mick Brown, Guy Lawrence) - 5:23
11. "Iron Fist" (Clarke, Kilmister, Taylor) - 2:56
12. "Doctor Rock" (Campbell, Burston, Kilmister, Gill) - 3:42
13. "Orgasmatron" (Campbell, Burston, Kilmister, Gill) - 5:26
14. "Eat the Rich" (Campbell, Burston, Kilmister, Taylor) - 4:38
15. "Rock 'n' Roll" (Campbell, Burston, Kilmister, Taylor) - 3:52
16. "The One to Sing the Blues" (Campbell, Burston, Kilmister, Taylor) - 3:12
17. "Sacrifice" (Campbell, Burston, Kilmister, Taylor) - 3:20

## Personal
- Lemmy (Ian Kilmister) - bajo, voz
- "Fast" Eddie Clarke - guitarra (1-7,9-11)
- Phil "Philthy Animal" Taylor - batería (1-3,5-7,9-11,14-16)
- Denise Dufort - batería (4)
- Kim McAuliffe - guitarra rítmica, voz (4)
- Kelly Johnson - guitarra (4)
- Enid Williams - bajo (4)
- Würzel (Michael Burston) - guitarra (8,12-17)
- Pete Gill - batería (8,12-13)
- Phil Campbell - guitarra (8,12-17)
- Mikkey Dee - batería (17)